# Kia Carnival
Kia Carnival er en MPV fra Kia. Første generation blev introduceret i 1999 og fik et facelift i 2001. Anden generation blev introduceret i 2006.
Motoren er enten en 6-cylindret benzinmotor eller en 4-cylindret turbodieselmotor. Sidstnævnte har siden modelår 2002 haft commonrail-indsprøjtning.
I Nordamerika hedder modellen Kia Sedona.

## 1. generation
Første generation af Carnival kom på markedet i 1999 som 2000-model. Den var baseret på platformen fra den amerikanske Ford Windstar.
Motorprogrammet omfattede en 6-cylindret 2,5-liters benzinmotor med 165 hk fra Rover, samt en 4-cylindret 2,9-liters turbodieselmotor med 126 hk fra Kia selv (i visse lande også med 135 hk).
Modellen gennemgik et facelift i slutningen af 2001 på 2002-modellerne. Det indebar blandt andet at 2,5's effekt faldt til 150 hk, og at den samtidig forsvandt fra det danske marked. Desuden fik dieselmotoren commonrail-indsprøjtning, hvorved effekten steg til 144 hk.

### Tekniske specifikationer[1]
| Model- betegnelse                 | Cylindre | Ventiler | Slag- volume cm³ | Effekt | Effekt | Effekt | Drejnings- moment | Drejnings- moment | 0-100 km/t | Top- fart | Årgang(e) | Årgang(e) |
| Model- betegnelse                 | Cylindre | Ventiler | Slag- volume cm³ | kW     | hk     | omdr.  | Nm                | omdr.             | sek.       | km/t      | fra       | til       |
| --------------------------------- | -------- | -------- | ---------------- | ------ | ------ | ------ | ----------------- | ----------------- | ---------- | --------- | --------- | --------- |
| Carnival-modeller med benzinmotor |          |          |                  |        |        |        |                   |                   |            |           |           |           |
| 2.5                               | 6        | 24       | 2497             | 121    | 165    | 6500   | 222               | 4100              | 13,8       | 185       | 1999      | 2001      |
| 2.5                               | 6        | 24       | 2497             | 110    | 150    | 5600   | 224               | 4000              | 13,8       | 175       | 2001      | 2006      |
| Carnival-modeller med dieselmotor |          |          |                  |        |        |        |                   |                   |            |           |           |           |
| 2.9 TD                            | 4        | 16       | 2902             | 93     | 126    | 3600   | 338               | 1950              | 17,3       | 168       | 1999      | 2001      |
| 2.9 TD                            | 4        | 16       | 2903             | 99     | 135    | 3800   | 309               | 2000              |            | 170       | 1999      | 2001      |
| 2.9 CRDi                          | 4        | 16       | 2902             | 106    | 144    | 3800   | 310               | 2000              | 15,2       | 168       | 2001      | 2006      |

## 2. generation
Anden generation af Carnival blev introduceret i 2006. Den er baseret på platformen fra den amerikanske Hyundai Entourage.
Eneste motormulighed i Danmark er en 4-cylindret 2,9-liters commonrail-turbodieselmotor med 185 hk, men i andre lande tilbydes også en 6-cylindret 2,7-liters benzinmotor med 189 hk og en 6-cylindret 3,8-liters benzinmotor med 254 hk.

### Tekniske specifikationer[2][3]
| Model- betegnelse                 | Cylindre | Ventiler | Slag- volume cm³ | Effekt | Effekt | Effekt | Drejnings- moment | Drejnings- moment | Top- fart | Årgang(e) | Årgang(e) |
| Model- betegnelse                 | Cylindre | Ventiler | Slag- volume cm³ | kW     | hk     | omdr.  | Nm                | omdr.             | km/t      | fra       | til       |
| --------------------------------- | -------- | -------- | ---------------- | ------ | ------ | ------ | ----------------- | ----------------- | --------- | --------- | --------- |
| Carnival-modeller med benzinmotor |          |          |                  |        |        |        |                   |                   |           |           |           |
| 2.7 V6                            | 6        | 24       | 2656             | 139    | 189    | 6000   | 246               | 4000              | 192       | 2006      | nu        |
| 3.8 V6                            | 6        | 24       | 3778             | 187    | 254    | 6000   | 343               | 3500              |           | 2006      | nu        |
| Carnival-modeller med dieselmotor |          |          |                  |        |        |        |                   |                   |           |           |           |
| 2.9 CRDi                          | 4        | 16       | 2902             | 136    | 185    | 3800   | 343               | 1500−3500         | 197       | 2006      | nu        |